# Макичен, Эмилио
Вашингтон Эмилио Макичен Васкес (исп. Washington Emilio MacEachen Vásquez; родился 4 мая 1992 года, Артигас, Уругвай) — уругвайский футболист, защитник аргентинского клуба «Депортиво Риестра».

## Клубная карьера
Макичен — воспитанник клуба «Пеньяроль». 13 марта 2011 года в матче против столичного «Серро» он дебютировал в уругвайской Примере. 3 декабря в поединке против «Серрито» Эмилио забил свой первый гол за «Пеньяроль». В том же году он помог клубу выйти в финал Кубка Либертадорес. Летом 2012 года Макичен на правах аренды перешёл в итальянскую «Парму», но так и не дебютировал за новую команду. После возвращения в Пеньяроль, он помог клубу выиграть чемпионат.
Летом 2016 года Макичен на правах аренды присоединился к команде «Суд Америка». 28 августа в матче против «Хувентуд Лас-Пьедрас» он дебютировал за новый клуб.
В начале 2017 года Макичен был отдан в аренду в мексиканскую «Некаксу». 19 марта в матче против «Чьяпас» он дебютировал в мексиканской Примере. Вторую половину года Эмилио на правах аренды провёл в «Атлетико Сан-Луис». 23 июля в матче против «Алебрихес де Оахака» он дебютировал в Лиге Ассенсо MX. В начале 2018 года Макичен был арендован «Алебрихес де Оахака». 6 января в матче против своего бывшего клуба «Атлетико Сан-Луис» он дебютировал за новую команду. В этом же поединке Эмилио забил свой первый гол за «Алебрихес де Оахака». Летом того же года он вернулся в «Пеньяроль», где из-за высокой конкуренции начал выступать за дублирующий состав.

## Достижения
«Пеньяроль»
- Чемпион Уругвая: 2015/16
- Финалист Кубка Либертадорес: 2011